# Périgord (ruisseau)
Pour les articles homonymes, voir Périgord (homonymie).
Le Périgord est un ruisseau français des départements de la Haute-Vienne et de la Dordogne, en région Nouvelle-Aquitaine, affluent de l’Isle et sous-affluent de la Dordogne.

## Géographie

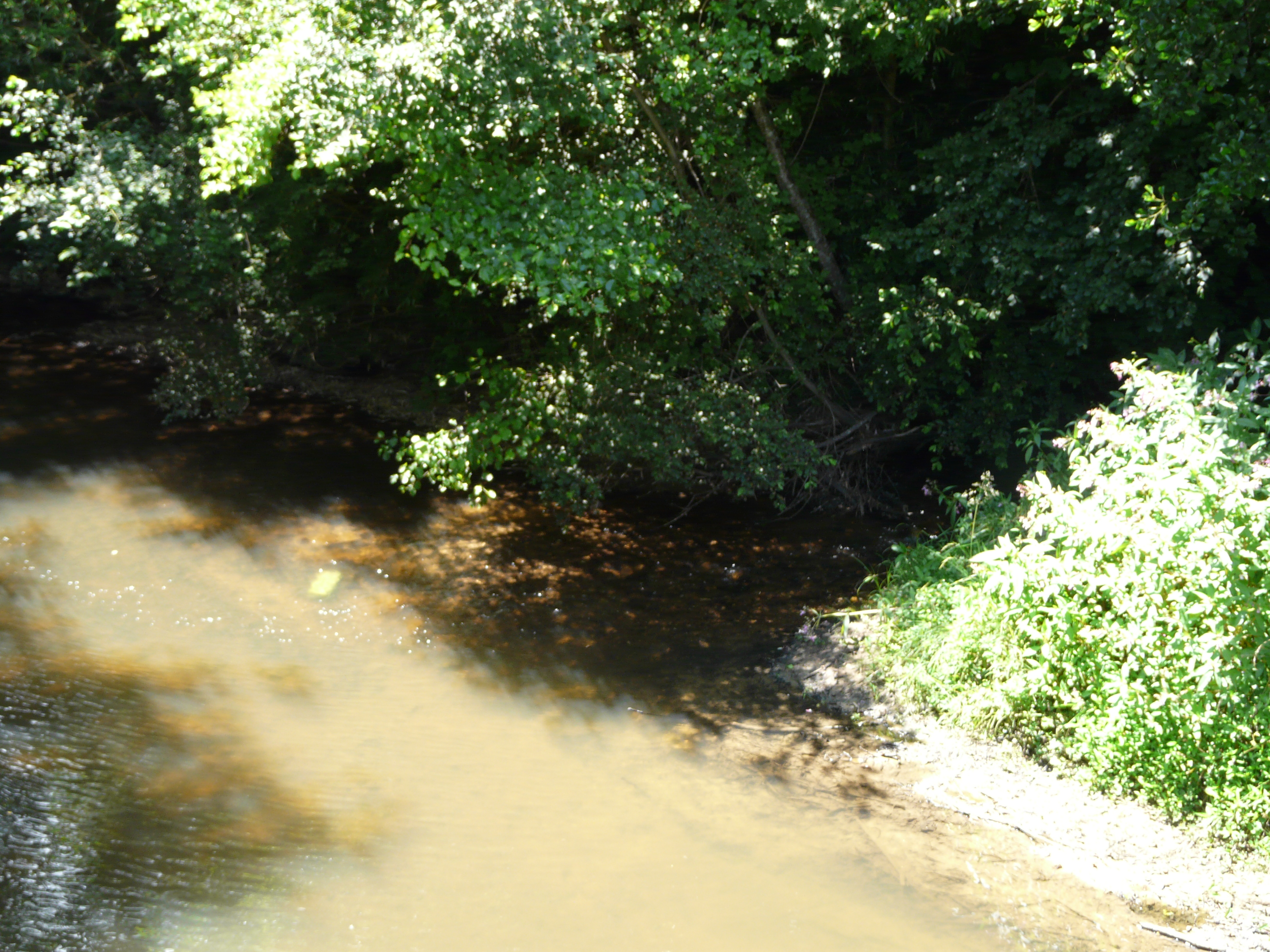
En provenance de la droite, sous les arbres, le Périgord conflue avec l'Isle.

Le Périgord prend sa source en Haute-Vienne vers 455 m d'altitude sur la commune de Bussière-Galant, dans la forêt de Vieillecour, à cinq kilomètres au sud du bourg.
Après un parcours d'environ 500 mètres, son cours va servir de limite naturelle pendant trois kilomètres entre les communes de Bussière-Galant (département de la Haute-Vienne) à l'est d'une part, et Saint-Pierre-de-Frugie puis Saint-Priest-les-Fougères (département de la Dordogne) à l'ouest, de l'autre.
Il pénètre ensuite en Dordogne. Au sud du lieu-dit le Moulin Neuf, il passe sous la route départementale 79 qui va le longer jusqu'à sa jonction avec l’Isle avec laquelle il conflue en rive droite, vers 220 m d'altitude au lieu-dit la Faye, sur la commune de Jumilhac-le-Grand, à un kilomètre au nord du bourg.
Sa longueur est de 11,1 km.

### Communes et département traversés
À l'intérieur de deux départements, le Périgord arrose quatre communes, soit d'amont vers l'aval : 
- en Haute-Vienne,
  - Bussière-Galant (source) ;
- en Dordogne,
  - Saint-Pierre-de-Frugie, Saint-Priest-les-Fougères et Jumilhac-le-Grand (confluence avec l'Isle).

### Bassin versant

#### Affluents
Le Sandre répertorie cinq affluents au Périgord. Aucun d'eux n'ayant lui-même d'affluent, le rang de Strahler du Périgord est de deux.

## Environnement
La totalité du cours du Périgord s'effectue à l'intérieur du parc naturel régional Périgord-Limousin.
Sur la commune de Saint-Priest-les-Fougères puis sur celle de Jumilhac-le-Grand, depuis l'est du Mas d'Arneix jusqu'à sa confluence avec l'Isle au lieu-dit la Faye, le Périgord s'écoule sur environ sept kilomètres dans une zone naturelle d'intérêt écologique, faunistique et floristique (ZNIEFF) de type 2, remarquable pour sa flore,.

## Monuments ou sites remarquables à proximité
- À Saint-Priest-les-Fougères, le château d'Oche datant de la fin du XIXe siècle[4].
- À Jumilhac-le-Grand, le château de la Faye du XVIIe siècle[5].